# Thesprotiella
Thesprotiella es un género de mantis (insecto del orden Mantodea) de la familia Thespidae. 

## Especies
Contiene las siguientes especies:
- Thesprotiella bicorniculata
- Thesprotiella festae
- Thesprotiella fronticornis
- Thesprotiella peruana
- Thesprotiella similis